# Vidalia (Louisiana)
Vidalia település az Amerikai Egyesült Államok Louisiana államában, Concordia megyében. Lakosainak száma 4027 fő (2020. április 1.).

## Népesség
A település népességének változása:
| Lakosok száma | 4299 | 3815 | 4027 |
|               | 2010 | 2019 | 2020 |